# La Doria
Die La Doria S.p.A. ist ein international tätiger italienischer Nahrungsmittelhersteller. Das in Angri in der Region Kampanien ansässige Familienunternehmen produziert und vertreibt hauptsächlich Pelati (geschälte Tomaten) und Tomatensaucen, Fruchtsäfte sowie Hülsenfrüchte. Diese werden größtenteils als Handelsmarken für die großen europäischen Einzelhandelsketten sowie in einem kleineren Rahmen für internationale Nahrungsmittel- und Getränkekonzerne vertrieben. Lediglich sieben Prozent der Produktion wird unter den eigenen Markennamen verkauft.
La Doria beschäftigt 789 feste Mitarbeiter sowie weitere 212 Saisonarbeiter und erwirtschaftete 2021 einen Umsatz von rund 866 Millionen Euro, davon über 80 Prozent im Ausland.
Die Unternehmensgruppe ist an der Borsa Italiana notiert, wobei die Gründerfamilie Ferraioli mit 63 Prozent Mehrheitseigner ist.

## Geschichte
Das Unternehmen wurde 1954 in Angri gegründet, in einer Region, die  vom  Anbau von Tomaten geprägt war. Die Verarbeitung und der Vertrieb von Tomaten bildete die Kernaktivität von La Doria. Ab den 1960er Jahren begann das Unternehmen seine Produkte im Ausland als Handelsmarken internationaler Einzelhandelskonzerne zu verkaufen. Zu diesen zählen heute unter anderem LIDL, Sainsbury, Tesco, Aldi, Ahold, Dansk Supermarket, Carrefour, Auchan und Conad. Darüber hinaus werden auch Unilever, Coca-Cola, Heinz und Mutti beliefert, die die Produkte unter Handelsmarkennamen verkaufen.
Die 1980er und 1990er Jahre waren von Wachstum geprägt. Es wurden neue Produktionsanlagen in Betrieb genommen, die Kapazitäten ausgebaut und das Sortiment auf die Bereiche Getränke sowie Hülsenfrüchte, die als Konserven vertrieben werden, ausgeweitet. 1995 folgte der Börsengang, der dem Unternehmen eine weitere Expansion sowie Akquisitionen ermöglichte.